# Petrochemie

Schema einer Kraftstoffraffinerie

Unter Petrochemie (auch Petrolchemie; nach altgriechisch petros ‚Fels‘ und lateinisch oleum ‚Öl‘) versteht man die Herstellung von chemischen Produkten aus Erdgas und geeigneten Fraktionen des Erdöls.

## Geschichte
Die wirtschaftliche Entwicklung während des Zweiten Weltkriegs verursachte plötzlich einen Mangel an Naturprodukten (z. B. Kautschuk), die durch künstliche Ersatzstoffe substituiert werden mussten. Der Wechsel von der Kohle- zur Petrochemie fand zuerst in den USA statt und verlief meist stürmisch.

|      | USA  | Japan | Westeuropa | BRD |
| ---- | ---- | ----- | ---------- | --- |
| 1921 | 0,01 | 0     | 0          | 0   |
| 1930 | 6    | 0     | 0          | 0   |
| 1941 | 21   | 0     | 0          | 0   |
| 1950 | 50   | 0     | 4          | 2   |
| 1960 | 88   | 4     | 58         | 50  |
| 1965 | 94   | 74    | 68         | 61  |
| 1971 | 96   | 93    | 91         | 91  |

## Wirtschaftliche Bedeutung
Petrochemische Betriebe sind wegen der Abhängigkeit von Naphtha oft in der Nähe von Raffinerien errichtet worden. Die Crackerkapazität in Deutschland beträgt ca. 5,8 Millionen Tonnen, die europäische Crackerkapazität beträgt ca. 26,3 Millionen Tonnen. Die Ethylen-Produzenten und Konsumenten sind oft über Ethylen-Pipelines miteinander verbunden, um Produktionsschwankungen auszugleichen. Die Produktion von petrochemischen Produkten in Westeuropa, Asien und Nord- und Südamerika betrugen 2006 55,3 Mio. Tonnen für Ethylen, 35,6 Mio. Tonnen für Propylen und 27,8 Mio. Tonnen für Benzol. Der Umsatz der Petrochemie betrug in Deutschland im Jahr 2007 ca. 66 Mrd. Euro.

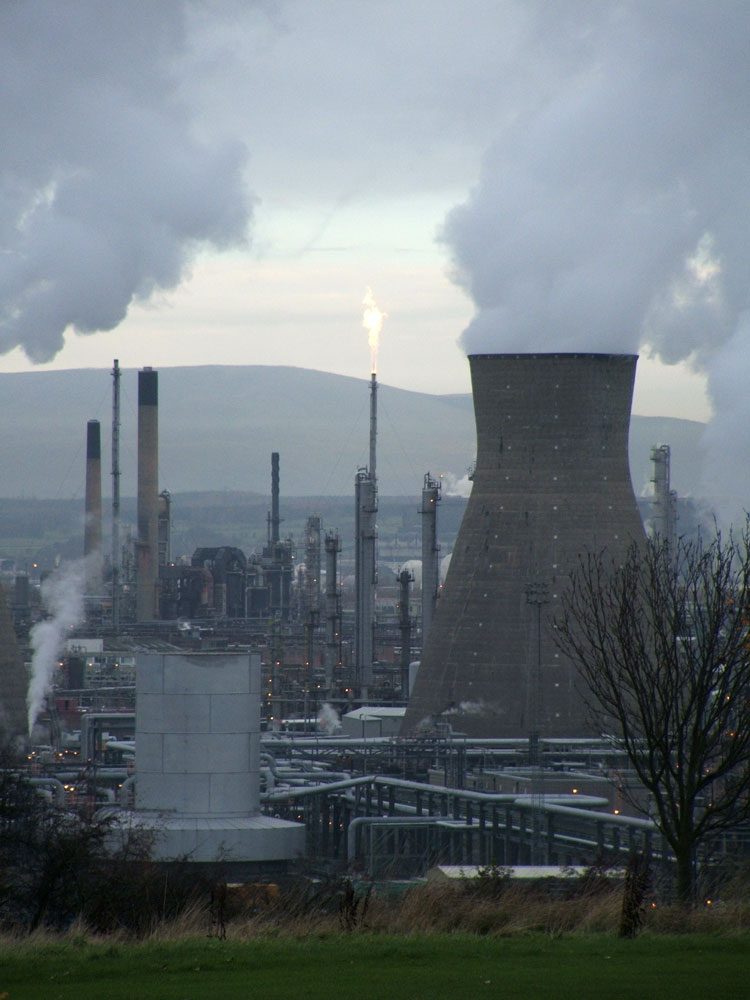
Petrochemische Anlage in Grangemouth, Schottland

## Grundprodukte und Verfahren
Das wichtigste Verfahren der Petrochemie ist das Steamcracken, bei dem Ethan, LPG, Naphtha, Hydrowax, Gasöl oder andere geeignete Kohlenwasserstoffe bei Verweilzeiten im Millisekundenbereich, üblicherweise 200 bis 500 ms, und Temperaturen zwischen 800 und 850 °C in Gegenwart von Wasserdampf gecrackt werden. Die Gasphase der Steamcrackerprodukte enthält die Grundchemikalien Ethylen, Propylen, den C4-Schnitt (hauptsächlich Buten, Iso-Buten und 1,3-Butadien) sowie Isopren. Die Flüssigphase enthält hauptsächlich Aromaten (Benzol, Toluol und Xylole) und findet auch als Pyrolysebenzin Anwendung.
Das Steamreforming von Raffineriegasen oder auch leichtem Naphtha liefert hauptsächlich Kohlenmonoxid und Wasserstoff für die Herstellung von Methanol, Ammoniak, Essigsäure und Hydrierprozesse.
| Verfahren                   | Ziel des Prozesses                                                              | Prozessbedingungen | Prozessbedingungen | Prozessbedingungen | Prozessbedingungen  | Sonstige Charakteristika                                                                                              |
| --------------------------- | ------------------------------------------------------------------------------- | ------------------ | ------------------ | ------------------ | ------------------- | --- |
|                             |                                                                                 | Druck (bar)        | Temperatur (*C)    | Katalysator        | Reaktionskomponente | |
| Thermisches Visbreaking     | Verfahren Erniedrigung der Viskosität von Vakuumrückstanden, leichte Konversion | 5–18               | 450–480            | /                  | /                   | einfaches Konversionsverfahren; geringer Investitionsaufwand                                                          |
| Delayed Coking              | Erzeugung von Benzin und Mitteldestillaten                                      | 5                  | 480                | /                  | /                   | zwangsläufiger Anfall von Petrolkoks                                                                                  |
| Thermisches Cracken         | Erzeugung von Benzin und Mittel- destillaten aus schwerem Gasol                 | 50                 | 500                | /                  | /                   | wird heute noch vereinzelt angewandt                                                                                  |
| Thermisches Reformieren     | Erhöhung der Oktanzahl von Benzin                                               | 40                 | 520                | /                  | /                   | heute veraltet; abgelost durch katalytisches Reformieren                                                              |
| Steamcracken                | Erzeugung von Olefinen                                                          | atmosph.           | 850–900            |                    | H2O                 | Kuppelproduktion von aromatenreichem Pyrolysebenzin und Pyrolyseöl                                                    |
| Hochtemperaturverkokung     | Herstellung von Hüttenkoks                                                      | atmosph.           | 1200               | /                  | /                   | Kuppelproduktion der Aromatenrohstoffe Teer und Rohbenzol                                                             |
| Bitumenoxidation            | Erhöhung der Plastizität von Bitumen                                            | atmosph.           | 280–300            | /                  | O2                  | kontinuierliches Verfahren; wird auch zur Pechverblasung angewandt                                                    |
| Kohlevergasung              | Erzeugung von Synthesegas                                                       | 20–30              | max. 1000          | /                  | O2, H2O             | Aromatenanfall im Schwelbereich nur bei Gegenstromführung der Reaktanden Kohle und Luft/Dampf                         |
| Hydrocracken                | Umwandlung von Schweröldestillaten in Benzin und Mitteldestillat                | 70–150             | 350–450            | Mo, W              | H2                  | sehr flexibles Konversionsverfahren; hoher Investitionsaufwand, wurde ursprünglich für die Kohlehydrierung entwickelt |
| Katalytisches Reformieren   | Erhöhung der Oktanzahl von straight-run-Benzin                                  | 20                 | 500                | Pt, Ir, Re         |                     | wichtigste Aromatenquelle in den USA; Wasserstoffquelle                                                               |
| Katalytisches Cracken (FCC) | Umwandlung von Schweröldestillaten in Benzin und Mitteldestillate               | 0,5–1              | 500                | Zeolith            |                     | große Bedeutung für die Benzinproduktion, insbesondere in den USA                                                     |

## Folgeprodukte
Aus den Grundchemikalien werden durch verschiedene Prozesse eine Vielzahl von Zwischen- und Endprodukten hergestellt.
Die bedeutendsten Folgeprodukte sind:
- Ethylen:
  - Polyethylen – z. B. über Ziegler-Natta-Verfahren
    - ca. 21 % der Gesamtethylenproduktion in LDPE
    - ca. 13 % als LLDPE
    - ca. 23 % als HDPE

  - Ethanol – durch Anlagerung von Wasser
  - Ethylenoxid (EO) – durch katalytische Oxidation (ca. 11 % der Ethylenproduktion)
    - Ethylenglycol – durch Reaktion von EO mit Wasser
      - Gefrierschutzmittel – enthalten Ethylenglycol
      - Polyester – durch Veresterung von Ethylenglycol mit bifunktionalen Säuren

    - Polyethylenglycole – durch Reaktion von EO mit Glycolen
    - Ethoxylate – durch Reaktion von EO mit Alkoholen
    - Monoethanolamin, Diethanolamin, Triethanolamin durch Reaktion mit Ammoniak

  - Vinylacetat – Monomer (ca. 2 % der Ethylenproduktion)
  - 1,2-Dichlorethan – durch Chlorierung (ca. 14 % der Ethylenproduktion)
    - Trichlorethylen – durch Chlorierung
    - Tetrachlorethylen – auch Perchloroethylen genannt; als Reiniger in der “chemischen Reinigung” sowie als Entfettungsmittel genutzt
    - Vinylchlorid – Monomer für Polyvinylchlorid
      - Polyvinylchlorid (PVC) – weitverbreiteter Kunststoff

  - α-Olefine
    - Poly-α-Olefine als Schmiermittel
    - Co-Monomere für Polyethylen
    - Fettalkohole für Wasch- und Reinigungsmittel
- Propylen:
  - Acrylsäure
    - Acrylpolymere

  - Allylchlorid
    - Epichlorhydrin – für Epoxid-Harze
      - Epoxide – aus Bisphenol A, Epichlorohydrin, und Aminen

  - Isopropylalkohol – 2-Propanol; Lösungsmittel
  - Acrylnitril – Monomer für Acrylonitril-Butadiene-Styrol (ABS)-Polymer (ca. 6 % der Gesamtpropylenproduktion)
  - Polypropylen – z. B. durch Ziegler-Natta-Verfahren (ca. 57 % der Gesamtpropylenproduktion)
  - Propylenoxid (PO) – durch Oxidation (ca. 12 % der Gesamtpropylenproduktion)
    - Propylenglycol – Reaktion von PO und Wasser
    - Glycolether – durch Reaktion von PO mit Propylenglycol
- Buten – Monomere und Co-Monomere
  - Isobuten – durch Reaktion mit Methanol zu MTBE und als Monomer für die Copolymerisation mit Isopren
  - 1,3-Butadien – Monomer oder Co-Monomer für die Polymerisation zu Elastomeren
    - Kautschuk – aus verschiedenen Dienen oder chlorierten Dienen
- Benzol:
  - Ethylbenzol – aus Benzol und Ethylen (ca. 7 % der Ethylenproduktion)
    - Styrol – aus Dehydrierung von Ethylbenzol; Monomer
      - Polystyrol – Polymers aus Styrol

  - Cumol – Isopropylbenzol aus Benzol und Propylen; Rohstoff für den Cumol-Prozess (ca. 7 % der Gesamtpropylenproduktion)
    - Phenol – durch Oxidation von Cumol
    - Aceton – durch Oxidation von Cumol
    - Bisphenol A – zur Herstellung von Epoxidharzen
      - Epoxidharze
      - Polycarbonate – aus Bisphenol A und Phosgen

    - Lösungsmittel

  - Cyclohexan – durch Hydrierung
    - Adipinsäure – Copolymer für Nylon.
      - Nylon – Polyamid aus Adipinsäure und Diaminen

    - Caprolactam – ein Amid zur Herstellung von Nylon
      - Nylon – durch Polymerisation von Caprolactam

  - Nitrobenzol – durch Nitrierung von Benzol
    - Anilin – durch Hydrierung von Nitrobenzol
      - Methylendiphenyldiisocyanat (MDI) – Co-Monomer für die Herstellung von Polyurethanen
        - Polyurethan

  - Dodecylbenzol – ein Rohstoff für die Herstellung von Wasch- und Reinigungsmitteln
    - Detergentien – enthalten oft Salze der Dodecylbenzolsulfonsäure

  - Chlorbenzol
- Toluol:
  - Benzol
  - Toluoldiisocyanat (TDI) – Co-Monomers für die Herstellung von Polyurethanen
    - Polyurethan

  - Benzoesäure – durch Oxidation von Toluol
    - Caprolactam
      - Nylon
- Xylol
  - Phthalsäureanhydrid
  - Dimethylterephthalat
    - Polyester
    - Polyethylenterephthalat
      - Polyester